# Fryderyk za album roku elektronika
Fryderyk za album roku elektronika – polska nagroda muzyczna Fryderyk, przyznawana w latach 1995–2012 i 2017–2024 w sekcji muzyki rozrywkowej w kategorii album roku elektronika. Honorowała wykonawców, a w latach 2017–2019 dodatkowo producentów muzycznych, za album muzyki elektronicznej lub tanecznej. Fryderyki są przyznawane od 1995 przez Związek Producentów Audio-Video (ZPAV) za osiągnięcia w rodzimym przemyśle muzycznym. Od 2000 za wyłanianie nominowanych, a następnie laureatów odpowiedzialna jest powołana przez ZPAV Akademia Fonograficzna.
Kategoria została wprowadzona podczas pierwszej edycji, Fryderyków 1994. Pojawiała się sporadycznie do edycji 2012. W edycjach 2013 i 2014 nie istniała ze względu na wprowadzenie międzygatunkowej kategorii album roku. W edycjach 2015 i 2016 albumy elektroniczne były honorowane wraz z alternatywnymi w ramach kategorii album roku elektronika i alternatywa. Kategoria powróciła w edycji 2017. W edycji 2025 została ponownie wycofana, a albumy elektroniczne zaczęły być honorowane w ramach kategorii album roku muzyka alternatywna.
Kategoria nazywała się:
- najlepszy album muzyki tanecznej w edycji 1994,
- album roku muzyka taneczna w edycjach 1995 i 1996,
- album roku dance & techno w edycjach 1997 i 1998,
- album roku dance / techno / elektronika w edycji 2000,
- album roku techno / elektronika / dance w edycji 2001,
- album roku muzyka klubowa w edycjach 2003, 2006 i 2010,
- album roku muzyka klubowa i elektroniczna w edycji 2011,
- album roku muzyka klubowa / elektronika w edycji 2012,
- album roku elektronika w edycjach od 2017 do 2024.

Najwięcej nominacji w kategorii (po 4) otrzymali Mariusz Duda, Novika i Reni Jusis. Najwięcej nagród (3) zdobyła Reni Jusis. Po 2 nagrody wygrali Marek Pędziwiatr, Novika i Robert Chojnacki.

## Laureaci i nominowani
| Rok                                       | Nagrodzony album                 | Nagrodzeni artyści | Pozostałe nominacje | Źr.                              |
| Najlepszy album muzyki tanecznej          | Najlepszy album muzyki tanecznej | Najlepszy album muzyki tanecznej | Najlepszy album muzyki tanecznej | Najlepszy album muzyki tanecznej |
| ----------------------------------------- | -------------------------------- | --- | --- | -------------------------------- |
| 1994                                      | Abrasax                          | De Mono | - Extazee – Nazar - Nomadeus – Aya RL - Prymityw – T.Love - Wieloryb – Wieloryb | [ 7 ]                            |
| Album roku muzyka taneczna                |                                  | | |                                  |
| 1995                                      | Alboom                           | Liroy | - Werk – Hedone - Wielki błękit – Kasia Lesing - Wirtualny kozioł – Marcel - Yokashin – Yokashin | [ 8 ]                            |
| 1996                                      | Sax & Dance                      | Robert Chojnacki | - Calma – Aya RL - Na sprzedaż – X-Rave - ojDADAna – Grzegorz Ciechowski - Reklama – K.A.S.A. | [ 9 ]                            |
| Album roku dance & techno                 |                                  | | |                                  |

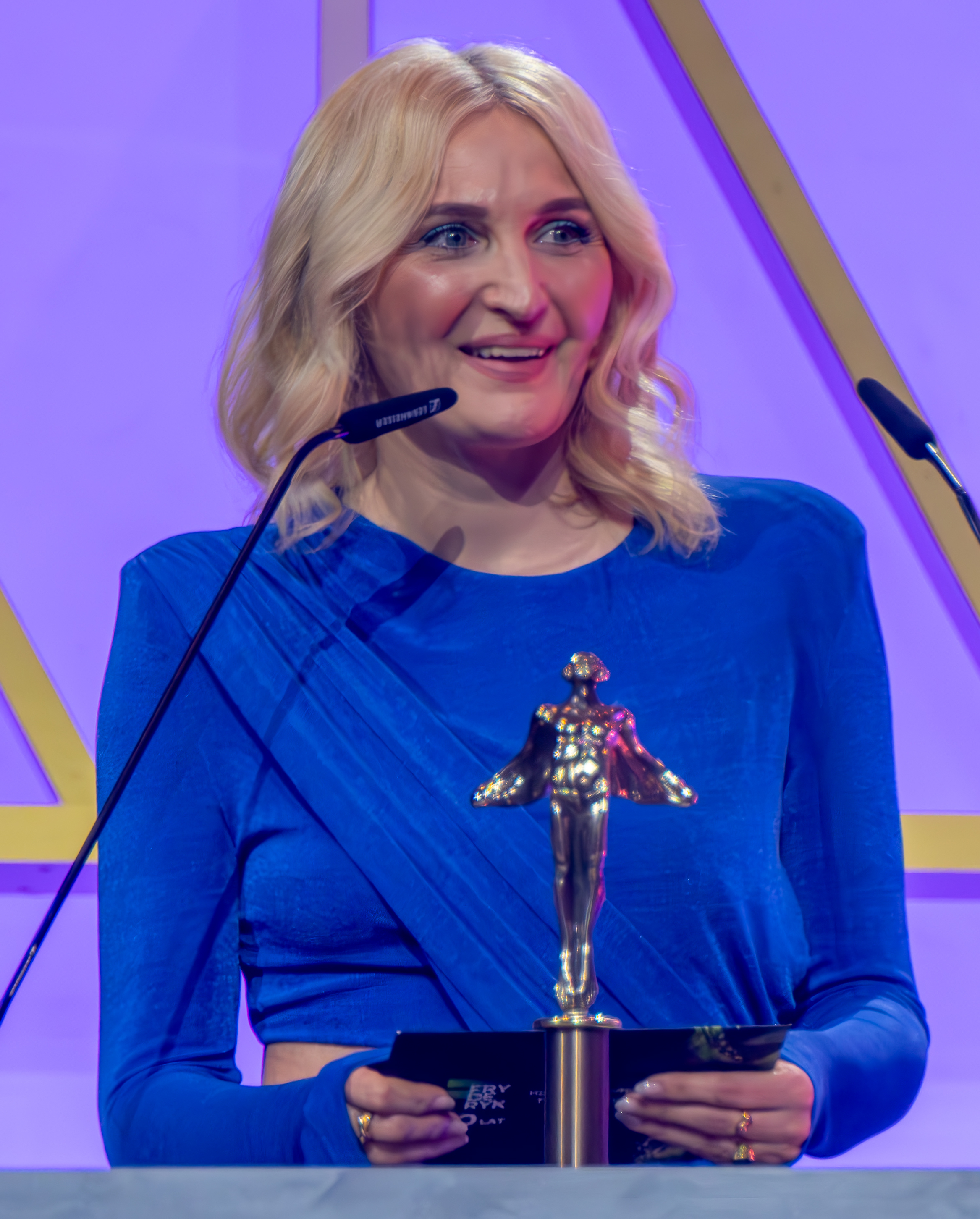
Reni Jusis, rekordowa trzykrotna laureatka (w 2003, 2006 i 2017), czterokrotnie nominowana

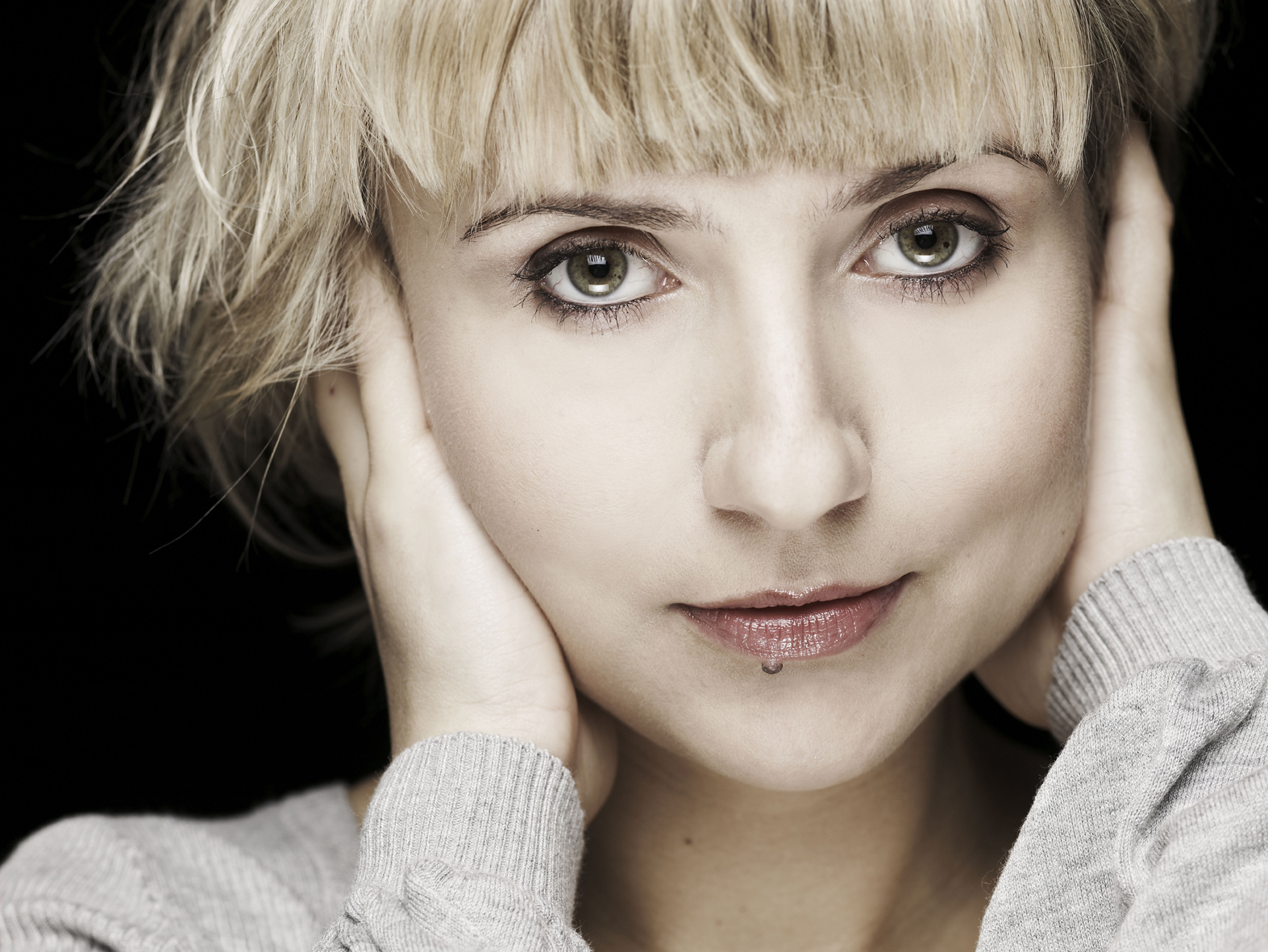
Novika, dwukrotna laureatka (w 2011 i 2012), czterokrotnie nominowana

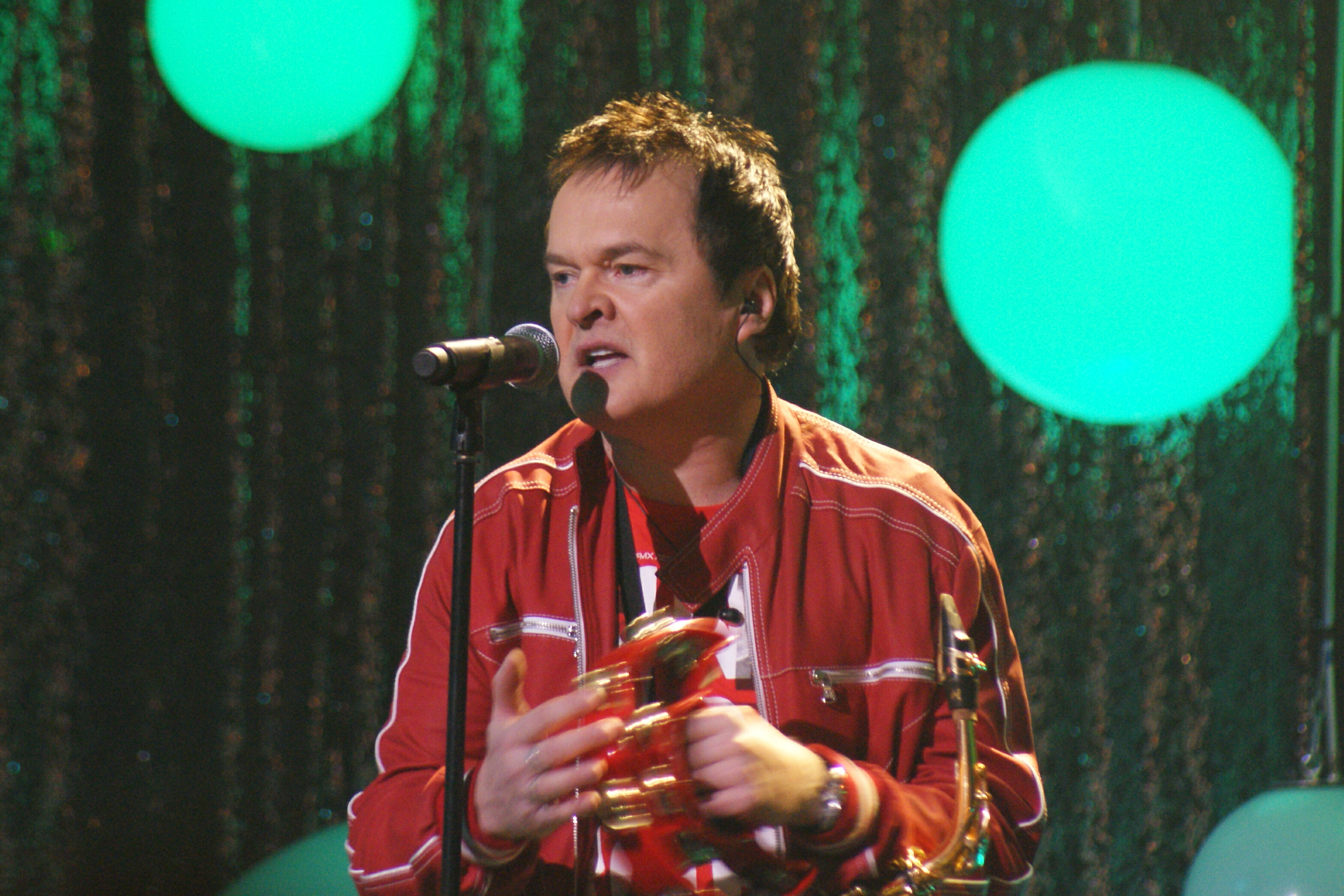
Robert Chojnacki, dwukrotny laureat i dwukrotnie nominowany (w 1994 i 1996)

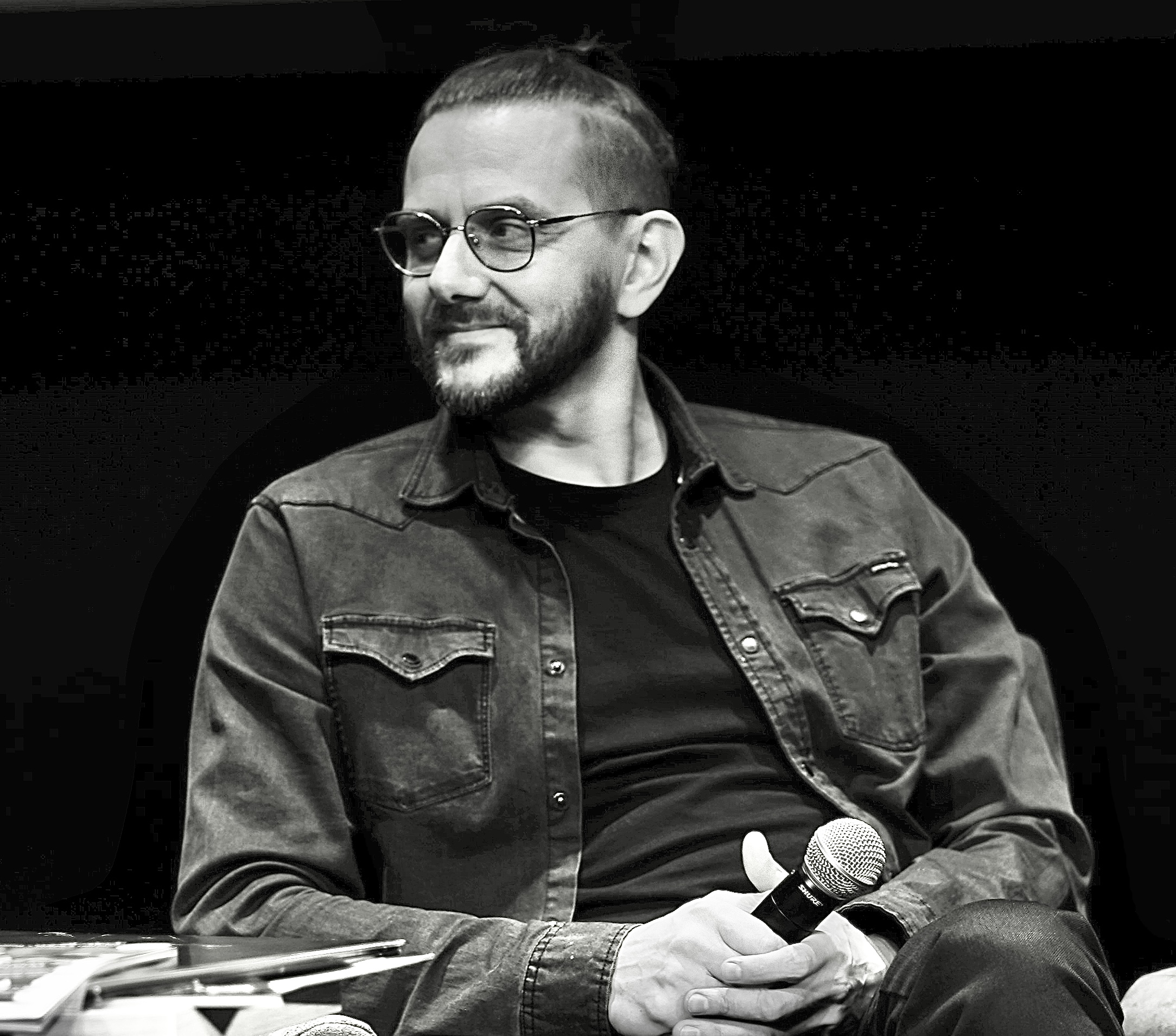
Mariusz Duda, czterokrotnie nominowany

| 1997                                      | Samertajm                        | Norbi | - 2.47 – Agressiva 69 - Kosmos – Nazar - Szampańskie wersety – Bukartyk - Urodziłem się aby grać – Stachursky | [ 10 ]                           |
| 1998                                      | K.A.S.A. no. 3                   | K.A.S.A. | - Norbi 2 – Norbi - Change in Form – Aya RL - Sanctvarium – Hedone - Ventylator – Ventylator | [ 11 ]                           |
| Album roku dance / techno / elektronika   |                                  | | |                                  |
| 2000                                      | Smacznego!                       | Groovekojad | - 1 – Stachursky - Norbi 2.0.0.0. – Norbi - Maczo? – C.A.S.A. & Los Amigos - Początek – Ha-Dwa-O! | [ 12 ]                           |
| Album roku techno / elektronika / dance   |                                  | | |                                  |
| 2001                                      | Fiolka                           | Fiolka | - Elektrenika – Reni Jusis - Smolik – Smolik | [ 13 ]                           |
| Album roku muzyka klubowa                 |                                  | | |                                  |
| 2003                                      | Trans Misja                      | Reni Jusis | - F3 – Tworzywo Sztuczne - Smolik 2 – Andrzej Smolik | [ 14 ]                           |
| 2006                                      | Magnes                           | Reni Jusis | - Plastic – Plastic - Tricks of Life – Novika | [ 15 ]                           |
| 2010                                      | Cafe Fogg 2                      | różni wykonawcy | - Code – Matt Kowalsky - Demakijaż – Maria Sadowska | [ 16 ]                           |
| Album roku muzyka klubowa i elektroniczna |                                  | | |                                  |
| 2011                                      | Lovefinder                       | Novika | - Fox Box – Fox - Mały Książę – Marek Biliński | [ 17 ]                           |
| Album roku muzyka klubowa / elektronika   |                                  | | |                                  |
| 2012                                      | Mixfinder                        | Novika | - 40 Surfers Waiting for the Wave – Őszibarack - 8 – Grabek - Emma Dax – Emma Dax - Ramona Rey 3 – Ramona Rey | [ 18 ]                           |
| Album roku elektronika                    |                                  | | |                                  |
| 2017                                      | Bang!                            | Reni Jusis - produkcja: Stendek, m.Bunio.s, Kuba Karaś i Reni Jusis                                                                                                 | - Eye of the Soundscape – Riverside - produkcja: Mariusz Duda, Magda Srzednicka i Robert Srzednicki - FWRD – Xxanaxx - produkcja: Michał Wasilewski - Stairs – Kroki - produkcja: Łukasz Palkiewicz - Undone – Zamilska - produkcja: Zamilska | [ 19 ]                           |
| 2018                                      | Chodź tu                         | Paulina Przybysz - produkcja: Paulina Przybysz, Marek Pędziwiatr, Piotr Skorupski, Adam Kabaciński, Zamilska, Teielte, Sander Mölder, Andres Kopper i Jacek Antosik | - Dick4Dick is a Woo!Man – Dick4Dick - produkcja: Krystian Wołowski - Discordia – Natalia Nykiel - produkcja: Fox - Miło było pana poznać – Mery Spolsky - produkcja: Mery Spolsky - Pysk – Bovska - produkcja: Jan Smoczyński                | [ 20 ]                           |
| 2019                                      | Gradient                         | Xxanaxx - produkcja: Michał Wasilewski | - Dare – Kamp! - produkcja: Kamp! - Heartbreaks & Promises vol. 4 – Flirtini - produkcja: różni - Torino – Sonar - produkcja: Łukasz Stachurko - Znikam na chwilę – Linia Nocna - produkcja: Tribbs i Monika Wydrzyńska                       | [ 21 ]                           |
| 2020                                      | Origo                            | Natalia Nykiel | - 2K19 – Stachursky - Bez cukru – Novika - Dekalog Spolsky – Mery Spolsky - Uncovered – Zamilska | [ 22 ]                           |
| 2021                                      | Noc                              | Baasch | - Highlight – Skalpel - Lockdown Spaces – Mariusz Duda - Massive Oscillations – Wacław Zimpel - Opus Minimum – Praczas - Shroom – Lasy | [ 23 ]                           |
| 2022                                      | 4GET                             | Rysy | - Are You There – Michał Łapaj - Balladyna. Echa Grobowych Rozwalin – Baasch - Echo – Tomasz Mreńca - Lost Tapes 001 – Steez83 | [ 24 ]                           |
| 2023                                      | Origins                          | Skalpel | - Łezki – Ania Leon - Interior Drawings – Mariusz Duda - Punkt – Catz ’n Dogz - Techno do miłości – Bass Astral | [ 25 ]                           |
| 2024                                      | Minus 30°C                       | Zima Stulecia | - AFR AI D – Mariusz Duda - AtomoGenus – Władysław „Gudonis” Komendarek i Krzysztof Maria Komendarek-Tymendorf - Borello – Krzesimir Dębski i Tadeusz Sudnik - Paranoje – Kiwi                                                                | [ 26 ]                           |

## Statystyki
| Liczba | Osoba/zespół     | Lata             |
| ------ | ---------------- | ---------------- |
| 3      | Reni Jusis       | 2003, 2006, 2017 |
| 2      | Marek Pędziwiatr | 2018, 2024       |
| 2      | Novika           | 2011, 2012       |
| 2      | Robert Chojnacki | 1994, 1996       |

| Liczba | Osoba/zespół | Lata                   |
| ------ | ------------ | ---------------------- |
| 4      | Mariusz Duda | 2017, 2021, 2023, 2024 |
| 4      | Novika       | 2006, 2011, 2012, 2020 |
| 4      | Reni Jusis   | 2001, 2003, 2006, 2017 |
| 3      | Aya RL       | 1994, 1996, 1998       |
| 3      | K.A.S.A.     | 1996, 1998, 2000       |
| 3      | Norbi        | 1997, 1998, 2000       |
| 3      | Stachursky   | 1997, 2000, 2020       |
| 3      | Zamilska     | 2017, 2018, 2020       |